# Sankichi Tōge
Sankichi Tōge (峠 三吉, Tōge Sankichi, 19 de febrero de 1917–10 de marzo de 1953) fue un poeta y activista japonés, además de un sobreviviente del bombardeo atómico de Hiroshima.

## Biografía
Nació bajo el nombre de "Mitsuyoshi Tōge" en Osaka, siendo el hijo más joven de Ki’ichi Tōge, un exitoso fabricante de ladrillos. Desde el comienzo, Tōge era un niño enfermizo, que sufría de asma y de vómitos periódicos. Se graduó de la escuela de comercio de la Prefectura de Hiroshima en 1935, y comenzó a trabajar para la Compañía de Gas de Hiroshima. En 1938, Tōge fue diagnosticado erróneamente con tuberculosis. Creyendo que sólo le quedaban unos pocos años de vida, pasó la mayor parte del tiempo como inválido. En 1948, se enteró de que su diagnóstico estaba equivocado. Tenía bronquiectasia, una ampliación del tubo bronquial.
Empezó a componer poemas en su segundo año de secundaria. Entre sus influencias tempranas, destacaban Tolstói, Heine, Tōson Shimazaki y Haruo Sato. En 1938, leyó su primera obra de literatura proletaria. En diciembre de 1942, fue bautizado en la Iglesia Católica. Hacia 1945 había compuesto tres mil tanka y aún más haiku. En su mayoría eran poemas líricos. A sus 24 años, Tōge estaba en Hiroshima cuando la bomba atómica cayó en la ciudad. Para 1951, escribía poesía notablemente diferente de sus primeras piezas. En 1949, Tōge se unió al Partido Comunista de Japón. Su primera colección de obras sobre la bomba atómica, Genbaku shishi (“Poemas sobre la Bomba Atómica”) fue publicada en 1951. 
Tōge murió a los 36 años en una sala de operaciones en Hiroshima. Su experiencia de primera mano con la bomba atómica, su pasión por la paz y su percepción realista sobre el evento lo convirtieron en el poeta destacado de Hiroshima.

## Genbaku Shishu (Poemas de la Bomba Atómica)
| Japonés | Transcripción | Traducción inglesa Por John McLean en Hiroshima Piano (Película de 2020) (03:08-03:57) | Traducción inglesa en el Parque Memorial de la Paz de Hiroshima (en el monumento dedicado a Sankichi Toge) |
| --- | --- | --- | --- |
| ちちをかえせ ははをかえせ としよりをかえせ こどもをかえせ わたしをかえせ わたしにつながる にんげんをかえせ にんげんの にんげんのよのあるかぎり くずれぬへいわを へいわをかえせ | chichi o kaese haha o kaese toshi yori o kaese kodomo o kaese watashi o kaese watashi ni tsunagaru ningen o kaese ningen no ningen no yo no aru kagiri kuzurenu e iwa o heiwa o kaese | Bring back my father! Bring back my mother! Bring back the elderly! Bring back the young! Bring back my life... and the lives... of those destined to me! Bring back... all that is human, enduring peace. Bring back peace! | Give back my father, give back my mother; Give grandpa back, grandma back; Give my sons and daughters back. Give me back myself, Give back the human race. As long as this life lasts, this life, Give back peace That will never end. |

## Lectura adicional
- Robert Jungk, Niños de las Cenizas, Eng. ed. 1961